# Ōwatari Ryō
Ōwatari Ryō (大渡 亮, phiên âm: Đại Độ Lượng) đã từng là thành viên trong ban nhạc Do As Infinity của Nhật Bản cùng với Nagao Dai & Ban Tomiko đến hết ngày 29 tháng 9 năm 2005. Sau khi DAI tan rã, anh chơi guitar & hát chính trong nhóm nhạc Missile Innovation. Đến tháng 9 năm 2008, anh sẽ cùng Ban Tomiko trở lại là Do As Infinity với a-nation & buổi diễn tại Yoyogi Park.

## Lý lịch
- Ngày sinh: 04.04.1972
- Chiều cao: 180 cm
- Nghệ sĩ yêu thích: Jimi Hendrix, Radiohead

Ryō cùng nhóm nhạc của mình đã 1 album nhỏ & 2 đĩa đơn. Anh ấy còn chơi nhạc cho AAA.
Vợ của Ryō là một công chức Nhật Bản bình thường. Các thông tin về vợ cũng như con trai của anh được giữ bí mật tuyệt đối.

## Các phát hành
- Missile Innovation
- Odoro yo Honey
- Here We Go!
- Be A Man